# 尚充儀
充儀尚氏（じゅうぎ しょうし、? - 1050年7月29日）は、北宋の仁宗の側室。

## 生涯
初め、正四品美人に封ぜられた。尚氏の父の尚継斌は右侍禁に、2人の叔父の尚継恩と尚継能も殿直に任じられ、多くの財帛を賞賜された。尚氏は楊美人とともに仁宗の寵愛を受け、郭皇后としばしば諍いを起こした。
明道2年（1033年）、尚美人が仁宗の御前において、皇后の言葉を遮って話すという無礼を犯した。怒った郭皇后が尚美人の頬を叩こうとしたところ、止めに入った仁宗の顔を誤って叩いてしまい、また皇后の爪が仁宗の頬を傷つけた。激怒した仁宗は郭皇后を浄妃に降格した。尚美人は得意のあまり、しばしば朝政に干渉し、楊美人と仁宗を誘って酒色に溺れた。楊太后に諫められ、仁宗は尚美人とも楊美人とも疎遠になった。
景祐元年（1034年）、郭妃は瑤華宮に移り、尚美人も廃されて洞真宮で道姑として出家、楊美人も別宅に置かれることとなった。尚氏の父や叔父たちも免職され、尚美人の財帛は全て没収されて軍費に充てられた。同年、曹氏が皇后として冊立された。しかし後年、仁宗と曹皇后との仲が悪くなると、尚氏は皇宮に召され、美人に復された。
皇祐2年7月2日（1050年7月29日）薨去し、充儀（正二品嬪）の位を贈られた。

## 伝記資料
- 『宋史』
- 『宋会要輯稿』
- 『皇宋通鑑長編記事本末』